# Daltonia subangustifolia
Daltonia subangustifolia là một loài rêu trong họ Daltoniaceae. Loài này được Renauld & Cardot mô tả khoa học đầu tiên năm 1905.